# روبن إيوبانكس
روبن إيوبانكس (بالإنجليزية: Robin Eubanks)‏ هو أستاذ جامعي أمريكي، ولد في 25 أكتوبر 1955 في فيلادلفيا في الولايات المتحدة.

## وصلات خارجية
- الموقع الرسمي
- روبن إيوبانكس على موقع IMDb (الإنجليزية)
- روبن إيوبانكس على موقع ميوزك برينز (الإنجليزية)
- روبن إيوبانكس على موقع أول ميوزيك (الإنجليزية)
- روبن إيوبانكس على موقع ديسكوغز (الإنجليزية)